# 热休克蛋白
热休克蛋白（英語：Heat shock proteins，又称热激蛋白，简称为HSP）是一类功能性相关蛋白质，当细胞受到升高温度或其他胁迫时它们的表达就会增长，可協助蛋白質正常摺疊。这种表达的增长是受到转录调控的。热休克蛋白大幅上调控是热休克反应的关键部分并且主要由热休克因子引导。在从细菌到人类的几乎所有生物中都发现了热休克蛋白。
热休克蛋白的命名是依据他们的分子质量。例如，Hsp60、Hsp70与Hsp90（被研究最多的热休克蛋白）指的是热休克蛋白家族的尺寸分别大约60、70与90千道尔顿。小到8千道尔顿的蛋白泛素，这种蛋白用于标记即将分解的蛋白质，也表现出热休克蛋白的性质。

## 功能
熱休克蛋白最為人所知的功能為幫助蛋白質的摺疊。此外，熱休克蛋白也可以調節細胞膜的形變。比利時的研究團隊發現熱休克白90（Hsp90）可以幫助胞膜形變，誘導外吐小體釋放。